# Bierné
Bierné és un municipi francès situat al departament de Mayenne i a la regió de País del Loira. L'any 2007 tenia 673 habitants.

## Demografia

### Població
El 2007 la població de fet de Bierné era de 673 persones. Hi havia 263 famílies de les quals 73 eren unipersonals (45 homes vivint sols i 28 dones vivint soles), 85 parelles sense fills, 89 parelles amb fills i 16 famílies monoparentals amb fills.
La població ha evolucionat segons el següent gràfic:
Habitants censats

### Habitatges
El 2007 hi havia 302 habitatges, 260 eren l'habitatge principal de la família, 15 eren segones residències i 27 estaven desocupats. 291 eren cases i 10 eren apartaments. Dels 260 habitatges principals, 181 estaven ocupats pels seus propietaris, 66 estaven llogats i ocupats pels llogaters i 13 estaven cedits a títol gratuït; 1 tenia una cambra, 9 en tenien dues, 34 en tenien tres, 59 en tenien quatre i 157 en tenien cinc o més. 192 habitatges disposaven pel capbaix d'una plaça de pàrquing. A 130 habitatges hi havia un automòbil i a 102 n'hi havia dos o més.

### Piràmide de població
La piràmide de població per edats i sexe el 2009 era:
| Homes | Edats   | Dones |
| ----- | ------- | ----- |
| 0     | 95 o +  | 0     |
| 0     | 90 a 94 | 8     |
| 0     | 85 a 89 | 8     |
| 12    | 80 a 84 | 0     |
| 16    | 75 a 79 | 16    |
| 4     | 70 a 74 | 20    |
| 24    | 65 a 69 | 12    |
| 8     | 60 a 64 | 20    |
| 20    | 55 a 59 | 20    |
| 24    | 50 a 54 | 12    |
| 16    | 45 a 49 | 20    |
| 20    | 40 a 44 | 20    |
| 16    | 35 a 39 | 12    |
| 28    | 30 a 34 | 12    |
| 20    | 25 a 29 | 16    |
| 4     | 20 a 24 | 12    |
| 24    | 15 a 19 | 20    |
| 40    | 10 a 14 | 20    |
| 28    | 5 a 9   | 12    |
| 16    | 0 a 4   | 20    |

## Economia
El 2007 la població en edat de treballar era de 379 persones, 295 eren actives i 84 eren inactives. De les 295 persones actives 274 estaven ocupades (156 homes i 118 dones) i 20 estaven aturades (11 homes i 9 dones). De les 84 persones inactives 33 estaven jubilades, 27 estaven estudiant i 24 estaven classificades com a «altres inactius».

### Ingressos
El 2009 a Bierné hi havia 276 unitats fiscals que integraven 717 persones, la mediana anual d'ingressos fiscals per persona era de 13.985 €.

### Activitats econòmiques
Dels 25 establiments que hi havia el 2007, 1 era d'una empresa extractiva, 2 d'empreses alimentàries, 1 d'una empresa de fabricació d'altres productes industrials, 3 d'empreses de construcció, 4 d'empreses de comerç i reparació d'automòbils, 1 d'una empresa de transport, 2 d'empreses d'hostatgeria i restauració, 1 d'una empresa financera, 7 d'empreses de serveis, 2 d'entitats de l'administració pública i 1 d'una empresa classificada com a «altres activitats de serveis».
Dels 9 establiments de servei als particulars que hi havia el 2009, 1 era una gendarmeria, 1 oficina de correu, 1 una oficina bancària, 1 taller de reparació d'automòbils i de material agrícola, 1 lampisteria, 1 electricista, 1 perruqueria, 1 veterinari i 1 restaurant.
L'únic establiment comercial que hi havia el 2009 era una fleca.
L'any 2000 a Bierné hi havia 49 explotacions agrícoles que ocupaven un total de 2.310 hectàrees.

## Equipaments sanitaris i escolars
El 2009 hi havia 2 escoles elementals.

## Poblacions més properes
El següent diagrama mostra les poblacions més properes.